# Письмо к съезду
Письмо́ к съе́зду (известно также как «Завещание Ленина») — письмо В. И. Ленина, написанное 22 декабря 1922 года и содержащее оценку его ближайших соратников. Письмо было оглашено значительно позже Н. К. Крупской перед XIII съездом РКП(б) в мае 1924 года. На этом заседании Сталин впервые заявил об отставке. Каменев предложил решить вопрос голосованием. Большинство высказалось за оставление Сталина на посту Генерального секретаря РКП(б), против голосовали только сторонники Льва Троцкого.

## Оглашение и публикация
Затем было проголосовано предложение, что документ должен быть оглашён на закрытых заседаниях отдельных делегаций. Хотя таким образом с «Письмом к съезду» были ознакомлены все делегации, оно не упоминалось в материалах съезда, так как Ленин не предназначал его для публикации. Позже этот факт использовался оппозицией для критики Сталина (утверждалось, что ЦК скрыл «завещание» Ленина). Сам Сталин (в связи с этим письмом несколько раз ставивший перед пленумом ЦК вопрос о своей отставке) эти обвинения отвергал. 10 ноября 1927 года в приложении «Дискуссионный листок» к газете «Правда» Ленинское «Письмо к съезду» было напечатано. Более того, в том же 1927 году этот документ был помещён в бюллетене № 30 XV съезда ВКП(б).
По свидетельству публициста Роя Медведева, с началом массовых репрессий в СССР в 1930-х годах эта статья была объявлена фальшивкой и её распространение преследовалось.
Вновь доступной для читателей в СССР она стала только после XX съезда КПСС.

## Обстоятельства написания
В декабре 1922 года состояние здоровья Ленина резко ухудшилось. В этот период он, тем не менее, надиктовал несколько заметок: кроме «Письма к съезду», это были «О придании законодательных функций Госплану», «К вопросу о национальностях или об „автономизации“», «Странички из дневника», «О кооперации», «О нашей революции (по поводу записок Н. Суханова)», «Как нам реорганизовать Рабкрин (Предложение XII съезду партии)», «Лучше меньше, да лучше». 
«Письмо к съезду» было надиктовано с 23 декабря 1922 года по 4 января 1923 года. При этом Ленин потребовал, чтобы продиктованное им хранилось в строжайшей тайне до очередного партийного съезда. Тем не менее, в нарушение воли автора, большая часть этих записей была тут же послана в ЦК РКП(б).

Надиктованное Лениным «Письмо к съезду» часто рассматривают как ленинское завещание. Некоторые историки полагают, что в этом письме содержалось настоящее завещание Ленина, от которого в дальнейшем отклонился Сталин. Сторонники этой точки зрения полагают, что, если бы страна развивалась по настоящему ленинскому пути, история страны сложилась бы иначе, не было бы массовых репрессий, уничтожения крестьянства под лозунгом коллективизации и борьбы с кулаком, катастрофы сорок первого года.
Ленин. Полное собрание сочинений / 5 издание / 1970
Письмо к съезду:
Я советовал бы очень предпринять на этом съезде ряд перемен в нашем политическом строе.
Мне хочется поделиться с Вами теми соображениями, которые я считаю наиболее важными.
В первую голову я ставлю увеличение числа членов ЦК до нескольких десятков или даже до сотни. Мне думается, что нашему Центральному Комитету грозили бы большие опасности на случай, если бы течение событий не было бы вполне благоприятно для нас (а на это мы рассчитывать не можем), — если бы мы не предприняли такой реформы.
Затем, я думаю предложить вниманию съезда придать законодательный характер на известных условиях решениям Госплана, идя в этом отношении навстречу тов. Троцкому, до известной степени и на известных условиях.(в рукописном варианте фрагмент отсутствует)
Что касается до первого пункта, то есть до увеличения числа членов ЦК, то я думаю, что такая вещь нужна и для поднятия авторитета ЦК, и для серьезной работы по улучшению нашего аппарата, и для предотвращения того, чтобы конфликты небольших частей ЦК могли получить слишком непомерное значение для всех судеб партии.(в рукописном варианте — «судей» партии)
Мне думается, что 50-100 членов ЦК наша партия вправе требовать от рабочего класса и может получить от него без чрезмерного напряжения его сил.
Такая реформа значительно увеличила бы прочность нашей партии и облегчила бы для нее борьбу среди враждебных государств, которая, по моему мнению, может и должна сильно обостриться в ближайшие годы. Мне думается, что устойчивость нашей партии благодаря такой мере выиграла бы в тысячу раз.
ЛЕНИН
23. XII. 22 г.

Записано М. В.(в рукописном варианте фрагмент отсутствует)
Ленин. Полное собрание сочинений / 5 издание / 1970
Продолжение записок.
24 декабря 1922 г.
Под устойчивостью Центрального Комитета, о которой я говорил выше, я разумею меры против раскола, поскольку такие меры вообще могут быть приняты. Ибо, конечно, белогвардеец в «Русской Мысли» (кажется, это был С. С. Ольденбург) был прав, когда, во-первых, ставил ставку по отношению к их игре против Советской России на раскол нашей партии и когда, во-вторых, ставил ставку для этого раскола на серьезнейшие разногласия в партии.
Наша партия опирается на два класса и поэтому возможна ее неустойчивость и неизбежно ее падение, если бы между этими двумя классами не могло состояться соглашения. На этот случай принимать те или иные меры, вообще рассуждать об устойчивости нашего ЦК бесполезно. Никакие меры в этом случае не окажутся способными предупредить раскол. Но я надеюсь, что это слишком отдаленное будущее и слишком невероятное событие, чтобы о нем говорить.
Я имею в виду устойчивость, как гарантию от раскола на ближайшее время, и намерен разобрать здесь ряд соображений чисто личного свойства.
Я думаю, что основным в вопросе устойчивости с этой точки зрения являются такие члены ЦК как Сталин и Троцкий. Отношения между ними, по-моему, составляют большую половину опасности того раскола, который мог бы быть избегнут и избежанию которого, по моему мнению, должно служить, между прочим, увеличение числа членов ЦК до 50, до 100 человек.
Тов. Сталин, сделавшись генсеком, сосредоточил в своих руках необъятную власть, и я не уверен, сумеет ли он всегда достаточно осторожно пользоваться этой властью. С другой стороны, тов. Троцкий, как доказала уже его борьба против ЦК в связи с вопросом о НКПС, отличается не только выдающимися способностями. Лично он, пожалуй, самый способный человек в настоящем ЦК но и чрезмерно хватающий самоуверенностью и чрезмерным увлечением чисто административной стороной дела.
Эти два качества двух выдающихся вождей современного ЦК способны ненароком привести к расколу, и если наша партия не примет мер к тому, чтобы этому помешать, то раскол может наступить неожиданно.
Я не буду дальше характеризовать других членов ЦК по их личным качествам. Напомню лишь, что октябрьский эпизод Зиновьева и Каменева, конечно, не являлся случайностью, но что он также мало может быть ставим им в вину лично, как небольшевизм Троцкому.
Из молодых членов ЦК хочу сказать несколько слов о Бухарине и Пятакове. Это, по-моему, самые выдающиеся силы (из самых молодых сил), и относительно их надо бы иметь в виду следующее: Бухарин не только ценнейший и крупнейший теоретик партии, он также законно считается любимцем всей партии, но его теоретические воззрения очень с большим сомнением могут быть отнесены к вполне марксистским, ибо в нем есть нечто схоластическое (он никогда не учился и, думаю, никогда не понимал вполне диалектики).
25. XII. Затем Пятаков — человек несомненно выдающейся воли и выдающихся способностей, но слишком увлекающийся администраторством и администраторской стороной дела, чтобы на него можно было положиться в серьезном политическом вопросе.
Конечно, и то и другое замечание делаются мной лишь для настоящего времени в предположении, что эти оба выдающиеся и преданные работники не найдут случая пополнить свои знания и изменить свои односторонности.
Ленин
25. XII. 22 г.

Записано М. В.

## Последствия
На съезде РКП(б) в мае 1924 года в Москве работа Ленина «Письмо к съезду» была оглашена по делегациям. В 1927 году оно было опубликовано в бюллетене № 30 XV съезда партии, однако в изданный после съезда стенографический отчет не вошло.
В 1956 году напечатан отдельным изданием в дополнительном 36-м томе четвёртого издания полного Собрания сочинений Ленина.
В своей речи после закрытия XX съезда КПСС в 1956 году «О культе личности и его последствиях» Н. С. Хрущёв использовал ленинские оценки Сталина для характеристики последнего.
Конфликт Сталина с Крупской, требовавшего от последней беречь Владимира Ильича от волнений, заставил Ленина пересмотреть его назначение, и в добавлении к «Письму к съезду» от 4 января 1923 года Ленин указал:

«Сталин слишком груб, и этот недостаток, вполне терпимый в среде и в общениях между нами, коммунистами, становится нетерпимым в должности генсека. Поэтому я предлагаю товарищам обдумать способ перемещения Сталина с этого места и назначить на это место другого человека, который во всех других отношениях отличается от тов. Сталина только одним перевесом, именно, более терпим, более лоялен, более вежлив и более внимателен к товарищам, меньше капризности и т. д. Это обстоятельство может показаться ничтожной мелочью. Но я думаю, что с точки зрения предохранения от раскола и с точки зрения написанного мною выше о взаимоотношении Сталина и Троцкого, это не мелочь, или это такая мелочь, которая может получить решающее значение».

Тем не менее, Ленин не предложил другой конкретной кандидатуры. Перед началом XIII съезда РКП(б) (май, 1924) Н. К. Крупская передала ленинское «Письмо к съезду». В ответ Сталин, по утверждению Троцкого, впервые заявил об отставке:

— Что ж, я действительно груб… Ильич предлагает вам найти другого, который отличался бы от меня только большей вежливостью. Что же, попробуйте найти.
— Ничего, — отвечал с места голос одного из тогдашних друзей Сталина. — Нас грубостью не испугаешь, вся наша партия грубая, пролетарская. 
Ряд современных российских историков (В. А. Сахаров, Ю. Н. Жуков, В. П. Иванов, В. К. Ермаков, Стивен Коткин) высказывает сомнения в авторстве Ленина, допуская, что подлинным автором письма могли быть Н. К. Крупская либо Л. Д. Троцкий. Данный вопрос остаётся предметом дискуссий. Академик Ю. С. Пивоваров отмечает деструктивное значение документа (вне зависимости от авторства) для советской политической системы.

## Отражение в литературе и искусстве
- Неофициальным названием «Письма к съезду» был озаглавлен телесериал «Завещание Ленина (телесериал)» (2007), поставленный режиссёром Николаем Досталем по произведениям Варлама Шаламова.
- В роман-трилогии Анатолия Рыбакова «Дети Арбата», действие которого происходит в 30-е годы в Москве, упоминается существование данного письма. В 2004 снят "Дети Арбата (телесериал) "
- Журналист Иван Варравин, герой романа Юлиана Семёнова «Репортёр» (1987), упоминает «Письмо к съезду» в своих записках и бегло анализирует обстоятельства его создания.